# Mitake (Nagano)
Mitake (三岳村, Mitake-mura) est un village faisant partie du bourg de Kiso, dans le district de Kiso de la préfecture de Nagano, au Japon.

## Histoire
Le 1er novembre 2005, le village de Mitake fusionne avec les villages de Kisofukushima, Hiyoshi (en) et Kaida (en) (tous du district de Kiso), pour créer la ville de Kiso.